# (583) Клотильда
(583) Клотильда (нем. Klotilde) — астероид главного пояса, который относится к спектральному классу C. Он был открыт 31 декабря 1905 года австрийским астрономом Иоганном Пализой в Венской обсерватории. Назван в честь дочери австрийского астронома Эдмунда Вайсса.
Тиссеранов параметр относительно Юпитера — 3,166.